# Sémasiologie
Le terme féminin sémasiologie vient du grec σημασία « signification d'un mot », et de -λογία (v. -logie). Dans son acception actuelle il désigne la partie de la sémantique qui se propose d'étudier la signification d'un mot en partant du signe vers le concept, donnant ainsi une définition linguistique au mot étudié. Cette sous-discipline s'oppose à l'onomasiologie qui adopte une démarche contraire. Cette opposition a été imposée par les linguistiques allemands Franz Dornseiff, Karl Vossler et par la suite Leo Weisgerber.
Sémasiologie a été aussi employé pour désigner la sémantique.
 C'est avec cette définition que ce terme a été utilisé pour la première fois par le latiniste allemand Christian Karl Reisig dans un ouvrage publié après sa mort. Mais cette définition a été pratiquement abandonnée de nos jours.
Un exemple d'application de la méthode sémasiologique concerne l'étude des personnages dans les textes de fiction. Une approche sémasiologique consisterait à analyser ces derniers à partir de leur désignation linguistique (étude des pronoms, maillons de chaîne de coréférence) plutôt qu'à partir de l'agencement du monde fictionnel.

## Sources